# Beránek
A Beránek cseh családnév. Női változata a Beránková. A név csehül kis bárány-t jelent. 2016-ban 4242 személy viselte a Beránek és 4425 a Beránková családnevet Csehországban ezzel a 192. illetve 181. volt a családnevek rangsorában.

## Híres Beránek (Beranek) nevű személyek
- Alois Beranek (1900–1983) osztrák nemzetközi labdarúgó-játékvezető
- Bohuslav Beránek (1946–2007) cseh tájfutó
- Christoph Beranek (1991) osztrák labdarúgó
- Franz Josef Beranek (1902–1967) cseh nyelvészprofesszor
- Josef Beránek (1969) cseh jégkorongozó
- Kateřina Beránková (1977) cseh műkorcsolyázó
- Leo L. Beranek (1914–2016) amerikai elektromérnök, az akusztika egyetemi tanára
- Miroslav Beránek (1957) cseh labdarúgó, edző
- Renata Beránková (1971) cseh evezős, olimpikon